# Malí en la Copa Mundial de Fútbol Sub-17 de 2015

La Selección de Malí será uno de los 24 equipos participantes en la Copa Mundial de Fútbol Sub-17 de 2015, torneo que se llevará a cabo entre el 17 de octubre y el 8 de noviembre de 2015 en Chile.
Malí clasificó a la cita mundialista luego de ganar el Campeonato Africano Sub-17 de 2015, derrotando por 2-0 a Sudáfrica, y alcanzó su primer título en la categoría.

## Participación

### Grupo D
| Equipo   | Pts | PJ | PG | PE | PP | GF | GC | Dif |
| -------- | --- | -- | -- | -- | -- | -- | -- | --- |
| Bélgica  | 0   | 0  | 0  | 0  | 0  | 0  | 0  | 0   |
| Malí     | 0   | 0  | 0  | 0  | 0  | 0  | 0  | 0   |
| Honduras | 0   | 0  | 0  | 0  | 0  | 0  | 0  | 0   |
| Ecuador  | 0   | 0  | 0  | 0  | 0  | 0  | 0  | 0   |

| 18 de octubre de 2015, 16:00 | Bélgica | Partido 6 | Malí | Estadio Fiscal de Talca, Talca |  |
|                              |         |           |      | Árbitro(s):                    |  |

| 21 de octubre de 2015, 20:00 | Ecuador | Partido 20 | Malí | Estadio Fiscal de Talca, Talca |  |
|                              |         |            |      | Árbitro(s):                    |  |

| 24 de octubre de 2015, 16:00 | Malí | Partido 29 | Honduras | Estadio Nelson Oyarzún, Chillán |  |
|                              |      |            |          | Árbitro(s):                     |  |

- Datos: Q20021871